# Новенькое (Михайловское сельское поселение)
Но́венькое — деревня в Калининском районе Тверской области. Относится к Михайловскому сельскому поселению.
Население по переписи 2002 — 36 человек, 18 мужчин, 18 женщин.
Расположена в 10 км к северу от Твери, на левом берегу реки Тверцы. Рядом проходит автодорога «Глазково—Мухино». К востоку — деревня (бывшее село Жорновка).
В районе деревни Новенькое запроектирован мостовой переход через Тверцу на скоростной автомагистрали Москва — Санкт-Петербург (Северный обход Твери).

## История
В Списке населенных мест 1859 года значится владельческая деревня Новенькое (Новая) со 113 жителями при 21 дворе. В середине XIX-начале XX века деревня относилась к приходу церкви Рождества Богородицы в селе Жорновка Васильевской волости Тверского уезда.
В 1997 году — 22 хозяйств, 40 жителей.